# كي. في. يوهانسن
كي. في. يوهانسن (بالإنجليزية: K. V. Johansen)‏ (1968)؛ كاتِبة مُتخصِّصة في أدب الأطفال وروائية كندية.